# 斎院
斎院（さいいん）は、平安時代から鎌倉時代にかけて賀茂御祖神社（下鴨神社）と賀茂別雷神社（上賀茂神社）の両賀茂神社に奉仕した皇女で、伊勢神宮の斎宮と併せて斎王（斎皇女）という。斎王の御所を指すこともある。賀茂斎王、賀茂斎院とも称する。
賀茂神社では祭祀として賀茂祭（現在の葵祭）を行い、斎王が奉仕していた時代は斎王が祭を主宰してきた。その後も葵祭は継続されたが室町、江戸、戦後と三度祭が断絶したという。その後、1953年に祭が復活したことを契機として、1956年の葵祭以降、祭の主役として一般市民から選ばれた未婚の女性を斎王代として祭を開催するようになった。斎王代に選ばれた女性は唐衣裳装束（からぎぬもしょうぞく）を着用し、舞台化粧と同様の化粧に加えお歯黒も施される。

## 斎院の起こり
賀茂斎院制度の起源は、平安時代初期に求められる。平城上皇が弟嵯峨天皇と対立して、平安京から平城京へ都を戻そうとした際、嵯峨天皇は王城鎮守の神とされた賀茂大神に対し、我が方に利あらば皇女を「阿礼少女（あれおとめ、賀茂神社の神迎えの儀式に奉仕する女性の意）」として捧げると祈願をかけた。そして弘仁元年（810年）薬子の変で嵯峨天皇側が勝利した後、誓いどおりに娘の有智子内親王を斎王としたのが賀茂斎院の始まりであると言われるそうである。

## 斎院制度
伊勢神宮の斎王（斎宮）に倣い、歴代の斎王は内親王あるいは女王から選出され、宮中初斎院での2年の潔斎の後、3年目の4月上旬に平安京北辺の紫野に置かれた本院（斎院御所）に参入する。この御所は地名により紫野斎院、あるいは単に紫野院とも呼ばれた。角田文衞説では、現在の京都市上京区櫟谷七野神社のあたりに相当するという。
斎王はここで仏事や不浄を避ける清浄な生活を送りながら、賀茂神社や本院での祭祀に奉仕した。
特に重要なのは四月酉の日の賀茂祭で、斎王はあらかじめ御禊の後上賀茂・下鴨両社に参向して祭祀を執り行った。この時の斎院の華麗な行列はとりわけ人気が高く、清少納言が『枕草子』で祭見物の様子を書き留めており、また紫式部も『源氏物語』「葵」の巻で名高い車争いの舞台として描いている。
伊勢斎宮・賀茂斎院の二つの斎王制度が両立していた間、都に近い斎院の方が遠い伊勢の斎宮よりも重んじられていたようで、歴代斎院は斎宮に比べて女王が少なく、また生母の出自も高い例が多い。一方で斎院は天皇の代替わりがあっても退下しないことがしばしばあり、2朝以上任にあった斎院も少なくなかった。中でも、歴代最長の選子内親王は実に5朝（円融朝から後一条朝まで）56年間の長きに渡って斎院をつとめたことから“大斎院”と称された。なお、退下の後は斎宮同様殆どの斎院が生涯を独身で終えたが、天皇や貴族と結婚した斎院も少数ながらおり、院政期には数名の女院も出ている。

## 斎院と文学
平安時代中期になると、斎院はしばしば宮中文化の中心として、歌人や貴族たちが出入りする風雅な社交場の一つとなった。女流漢詩人として著名な初代有智子内親王に始まり、『枕草子』『紫式部日記』にもその名が登場する大斎院選子内親王、数多い歌合を主催した六条斎院禖子内親王、新古今和歌集を代表する歌人式子内親王など、歴代の斎院は文雅で名を馳せた人物が多い。また『源氏物語』は選子内親王から何か珍しい物語をと所望された中宮彰子が、紫式部に新しい作品を書くよう命じて生まれたとの伝承があり、『枕草子』にも選子内親王と中宮定子の文の贈答の場面が見られるなど、宮中（とりわけ後宮）と斎院との文化交流の豊かさが窺える。
なお、『源氏物語』には光源氏の従姉妹の朝顔斎院が登場するが、現実の斎院では稀な女王に設定されている点が注目される。また禖子内親王に仕えた女房の六条斎院宣旨は『狭衣物語』の作者と言われ、それを反映してか作中には斎院、斎宮またはその前任者の皇女が多く登場する。

## 斎院の終焉
華やかな宮廷文化の一角を担った斎院も、平安末期になると源平の争乱でしばしば途絶するようになる。そして35代斎院礼子内親王退下の後、承久の乱の混乱と皇室の資金不足で斎院制度は廃絶、その後現代に至るまで復活することはなかった。

## 歴代賀茂斎院
| 代 | 人物                   | 期間      | 続柄                       | 退下後         | 備考               |
| -- | ---------------------- | --------- | -------------------------- | -------------- | ------------------ |
| 1  | 有智子内親王           | 810-831   | 嵯峨天皇皇女               |                |                    |
| 2  | 時子内親王             | 831-833   | 仁明天皇皇女               |                | 在任時は女王。     |
| 3  | 高子内親王             | 833-850   | 仁明天皇皇女               |                |                    |
| 4  | 慧子内親王             | 850-857   | 文徳天皇皇女               |                |                    |
| 5  | 述子内親王             | 857-858   | 文徳天皇皇女               |                |                    |
| 6  | 儀子内親王             | 859-876   | 文徳天皇皇女               |                |                    |
| 7  | 敦子内親王             | 877-880   | 清和天皇皇女               |                |                    |
| 8  | 穆子内親王             | 882-887   | 光孝天皇皇女               |                | 卜定時は女王。     |
| 9  | 直子女王               | 889-892   | 文徳天皇皇孫、惟彦親王女   |                |                    |
| 10 | 君子内親王             | 893-902   | 宇多天皇皇女               |                |                    |
| 11 | 恭子内親王             | 903-915   | 醍醐天皇皇女               |                |                    |
| 12 | 宣子内親王             | 915-920   | 醍醐天皇皇女               |                |                    |
| 13 | 韶子内親王             | 921-930   | 醍醐天皇皇女               |                |                    |
| 14 | 婉子内親王             | 931-967   | 醍醐天皇皇女               |                |                    |
| 15 | 尊子内親王（火の宮）   | 968-975   | 冷泉天皇皇女               | 円融天皇女御   |                    |
| 16 | 選子内親王（大斎院）   | 975-1031  | 村上天皇皇女               |                | 歴代最長在任期間。 |
| 17 | 馨子内親王（西院皇后） | 1031-1036 | 後一条天皇皇女             | 後三条天皇中宮 |                    |
| 18 | 娟子内親王（狂斎院）   | 1036-1045 | 後朱雀天皇皇女             | 源俊房室       |                    |
| 19 | 禖子内親王（六条斎院） | 1046-1058 | 後朱雀天皇皇女             |                |                    |
| 20 | 正子内親王             | 1058-1069 | 後朱雀天皇皇女             |                |                    |
| 21 | 佳子内親王             | 1069-1072 | 後三条天皇皇女             |                |                    |
| 22 | 篤子内親王             | 1073-1073 | 後三条天皇皇女             | 堀河天皇中宮   | 歴代最短在任期間。 |
| 23 | 斉子女王               | 1074-1089 | 三条天皇皇孫、敦明親王女   |                |                    |
| 24 | 令子内親王（二条大宮） | 1089-1099 | 白河天皇皇女               |                |                    |
| 25 | 禛子内親王             | 1099-1107 | 白河天皇皇女               |                |                    |
| 26 | 官子内親王             | 1108-1123 | 白河天皇皇女               |                |                    |
| 27 | 悰子内親王             | 1123-1126 | 堀河天皇皇女               |                |                    |
| 28 | 統子内親王（上西門院） | 1127-1132 | 鳥羽天皇皇女               |                |                    |
| 29 | 禧子内親王             | 1132-1133 | 鳥羽天皇皇女               |                |                    |
| 30 | 怡子女王               | 1133-1159 | 後三条天皇皇孫、輔仁親王女 |                |                    |
| 31 | 式子内親王             | 1159-1169 | 後白河天皇皇女             |                |                    |
| 32 | 僐子内親王             | 1169-1171 | 二条天皇皇女               |                |                    |
| 33 | 頌子内親王             | 1171-1171 | 鳥羽天皇皇女               |                |                    |
| 34 | 範子内親王（坊門院）   | 1178-1181 | 高倉天皇皇女               |                |                    |
| 35 | 礼子内親王（嘉陽門院） | 1204-1212 | 後鳥羽天皇皇女             |                |                    |

- 戦後の葵祭の斎王代はこちらを参照。